# Tống Nhược Chiêu
Tống Nhược Chiêu (chữ Hán: 宋若昭; 761 - 828) là một nữ quan nổi tiếng của triều đại nhà Đường.
Theo Đường thư ghi lại, Tống thị vào cung nhà Đường trải qua các chức vụ Nữ quan, cao cấp nhất từng làm là Thượng cung. Trải qua các đời Đường Đức Tông, Đường Hiến Tông, Đường Mục Tông và Đường Kính Tông, bà có cống hiến cực cao, địa vị nổi bật, được các vị Hoàng đế tôn trọng, còn được gọi là "Tiên sinh", có thể nói địa vị trọng đại.

## Tiểu sử
Tống Nhược Chiêu sinh vào năm Thượng Nguyên thứ 2 (761) triều Đường Túc Tông, quê ở huyện Thanh Dương, thuộc Bối Châu (贝州; này là phía Đông của huyện Thanh Hà, thành phố Hình Đài, Hà Bắc), cha bà là Tống Đình Phân (宋庭芬), nổi tiếng là một nhà Nho sĩ trứ danh. Trong nhà bà còn 1 em trai Tống Tắc (宋稷) và 4 người chị em khác: Tống Nhược Sân, Tống Nhược Luân, Tống Nhược Hiến và Tống Nhược Tân, đều được gia phụ dạy dỗ mà rất có tài hoa về thi thư. Các chị em bà đều chuộng thi phú và học thức, nguyện dùng tài hoa văn chương bồi dưỡng cha mẹ mà không gả cho ai khác. Tống Nhược Chiêu từng cùng chị gái Tống Nhược Sân là tài hoa hơn cả, không hay dùng trang sức quý báu, mà trọng kiến thức, vật dụng đều đạm bạc. Hai người cùng nhau viết cuốn Nữ luận ngữ gồm 10 thiên, đều dùng được cho đời.
Năm Trinh Nguyên thứ 4 (788), Tiết độ sứ của Chiêu Nghĩa là Lý Bảo Chân tiến cử năm chị em nhà Tống Nhược Chiêu vào triều. Thế là Nhược Chiêu cùng các chị em của mình được Đường Đức Tông khảo qua thi phú, cũng khảo sát kinh sử đại nghĩa, nhận ra thực học văn tài, nên được Đức Tông tán thưởng. Năm chị em họ Tống văn hay chữ tốt, thường cùng bồi giá Đức Tông họa thi thơ, danh tiếng nức trời. Đức Tông kính trọng, không đối xử như Thứ phi hay Cung nữ, mà gọi họ là Học sĩ (学士). Tống Đình Phân nhờ các con gái mà được làm quan, Nhiêu Châu Tư mã ở Tập Nghệ quán, bổng lộc đều đặc cách hơn người khác.
Năm cuối Nguyên Hòa (820), Tống Nhược Sân qua đời, Đường Mục Tông sai Tống Nhược Chiêu tiếp quản kí chú, bộ tịch trong cung, phong làm Ngoại thượng thư, sau đó lại làm lễ bái Tống thị làm Thượng cung (尚宫), theo quan chế là hàm Chính ngũ phẩm. Trong 5 chị em họ Tống, Tống Nhược Chiêu là người thông minh và khéo ứng xử nhất, qua liên tiếp các đời Hiến Tông, Mục Tông, Kính Tông; bà đều được cả ba vị Hoàng đế tôn trọng, xưng gọi ["Tiên sinh"; 先生]. Hậu cung tần phi và hoàng tử công chúa đều dùng lễ bái kiến bà. Để nâng cao địa vị cho bà, Mục Tông tiến phong bà làm Nhất phẩm Lương Quốc phu nhân (梁國夫人).
Năm Đại Hòa thứ 2 (828), ngày 11 tháng 7 (tức ngày 10 tháng 9 dương lịch), Tống Nhược Chiêu qua đời tại Đại Minh cung. Linh cữu tạm quàng tại Vĩnh Mục đạo quán. Năm ấy, ngày 8 tháng 11 (âm lịch), bà được an táng tại huyện Vạn Niên. Thân phận cao quý, triều đình đặc biệt làm lễ tang long trọng, cử em trai Tống Tắc làm chủ tang.

## Tác phẩm
Cuốn sách Nữ luận ngữ (女论语), còn gọi là Tống Nhược Chiêu Nữ luận ngữ, là tác phẩm mà hai chị em Tống Nhược Sân và Tống Nhược Chiêu cùng tạo nên, được liệt vào trong Nữ tứ thư, có 10 thiên sách. Ngoài ra bà còn có một tập truyện gọi là Ngưu Ứng Trinh truyện (牛应贞传), đó là truyện về nữ thần đồng Ngưu Ứng Trinh, con gái của Ngưu Túc, tác giả cuốn Kỉ văn. Bên cạnh đó, Toàn Đường thi còn ghi lại bài Phụng Hòa ngự chế Lân Đức điện yến bách liêu ứng thế (奉和御制麟德殿宴百撩应制) của bà:
| Nguyên văn ... 垂衣临八极， 肃穆四门通。 自是无为化， 非关辅弼功。 修文招隐伏， 尚武殄妖凶。 德炳韶光炽， 恩沾雨露浓。 衣冠陪御宴， 礼乐盛朝宗。 万寿称觞举， 千年信一同。 | Phiên âm ... Thùy y lâm bát cực, Túc mục tứ môn thông. Tự thị vô vi hóa, Phi quan phụ bật công. Tu văn chiêu ẩn phục, Thượng vũ điễn yêu hung. Đức bỉnh thiều quang sí, Ân triêm vũ lộ nùng. Y quan bồi ngự yến, Lễ nhạc thịnh triều tông. Vạn thọ xưng thương cử, Thiên niên tín nhất đồng. |